# The Seminole Halfbreeds
Pour plus de détails, voir Fiche technique et Distribution.
The Seminole Halfbreeds est un film américain de Sidney Olcott, réalisé en 1910.

## Fiche technique
- Titre original : The Seminole Halfbreeds
- Réalisateur : Sidney Olcott
- Société de production : Kalem Company
- Pays de production : États-Unis
- Longueur : 720 pieds
- Date de sortie :
  - États-Unis : 20 mai 1910 (New York)

## À noter
- Le film a été tourné à Jacksonville, en Floride, où Kalem dispose d'un studio, les mois d'hiver.